# Systeemheren
De Systeemheren (System Lords) zijn de elite van een fictief parasitair buitenaards ras genaamd de Goa'uld in het sciencefictionuniversum van de televisieserie van Stargate SG-1.
Bijna alle Systeemheren ontlenen hun macht aan het feit dat ze hun naam hebben ontleend aan oude mythologische goden. Op basis hiervan nemen ze slaven die afkomstig zijn van verschillende planeten. Vandaar ook de naam "systeemheer"; de heer en meester van een of meerdere planetenstelsels (planetary systems). De slaven zijn ooit van de planeet aarde gehaald en op andere planeten achtergelaten. Zo hebben de Goa'uld in het sterrenstelsel het mensenras "uitgezaaid" om te dienen als hun slaven en hen te voorzien van grondstoffen (ook als zogenaamde host), legers, macht en rijkdom. De hiernavolgende lijst is een lijst van de bestaande Systeemheren, gesorteerd naar de bijbehorende mythologie waaraan ze hun naam hebben ontleend. In het algemeen zijn de meeste namen afkomstig uit het oude Egypte. Dit is deels gebaseerd op de film en deels gebaseerd op het feit dat de Stargate is gevonden bij het Gizeh-plateau in 1928.
Hoewel de meeste Goa'uld zich vaak voordoen als heilige uit een van de vele religies van de Aarde, hebben ze niet vaak de naam van een heilige uit de hedendaagse religies. Dit is te verklaren door het feit dat de Goa'uld de Aarde 3000 jaar voor Christus verlieten toen er een slavenopstand plaatsvond. De nu grootste religies zijn pas na die tijd ontstaan. Toch bleven de Goa'uld kleine hoeveelheden mensen gevangennemen via de Stargate in Antarctica, maar later blijkt dat het een te grote moeite is ten opzichte van de baat die de Goa'uld ervan hebben. Toch hebben een aantal Goa'uld de naam aangenomen uit zeer oude, nog bestaande religies zoals het hindoeïsme en het shintoïsme, omdat deze al bestonden voor dat de Stargate definitief werd begraven.
Er van uitgaande dat "Summit" een aardig overzicht geeft, moet deze zijn ontstaan rond de eerste missie naar Abydos, de navolgende personen vormen vermoedelijk de eerste Systeemheren: Ra, Apophis, Cronus, Yu, Nirrti, Ba'al, Bastet, Kali, Morrigan, Olukun, Anubis en Svarog. In aanvulling hierop: Sokar was een zeer machtige Systeemheer, maar hij is verbannen door de rest van de Systeemheren. Heru-ur erfde het meeste van het rijk van zijn vader Ra, maar hij kan ook een opzichzelfstaande Systeemheer zijn. Anubis was een systemlord maar is verbannen.

## Lijst van Systeemheren

### Egyptische mythologie
| Naam    | Ontstaan                                                             | Oorspronkelijke verschijning                                        | Aantekeningen |
| ------- | -------------------------------------------------------------------- | ------------------------------------------------------------------- | --- |
| Ra      | Zonnegod                                                             | Het Oog symboliseert zijn begin                                     | Is de allereerste Allerhoogste Systeemheer. overleden, gedood door Jack O'Neill middels een atoombom boven Abydos (film) |
| Anubis  | Griekse naam voor de Egyptische god van de onderwereld (Duat)        | Jakhals                                                             | Een van de machtigste Systeemheren, totdat hij werd verbannen en terugkwam als een van de machtigste Systeemheren. Slaagde er bijna in het heelal over te nemen totdat hij een eeuwig gevecht aangaat met Oma Desala op het einde van seizoen 8.                    |
| Thoth   | Griekse naam voor lichtheilige. Egyptische Djehuty                   | Ibisvogel of aap                                                    | Hij is de wetenschapper die Anubis dient op de planeet Tartarus en hij is verantwoordelijk voor de creatie en het onderhoud van de Kull-strijders. De enige aflevering waarin hij verschijnt is "Evolution, Part 2", voordat hij wordt gedood door Samantha Carter. |
| Apophis | Griekse naam voor de god van de duisternis en chaos; Egyptische Apep | Serpent                                                             | De antagonist van Stargate SG-1, en voormalige meester/eigenaar van Teal'c. Overleden, omgekomen toen zijn moederschip werd vernietigd (seizoen 5). |
| Isis    | Griekse naam van de godin van de koninginnen                         | Vrouw met een hoofdtooi die lijkt op een troon                      | Zat samen met Osiris gevangen. Isis stierf toen haar canopic jar brak terwijl men oudheidkundige spullen verplaatste om ze te onderzoeken. |
| Osiris  | God van de Dood                                                      | Dubbelgehoornde mummie                                              | Terugkomende misdadiger die uiteindelijk in seizoen 7 wordt uitgeschakeld en verwijderd wordt uit zijn gastheer. Zijn schip zweefde gecamoufleerd in een baan rondom de Aarde en werd later door de De Trust gebruikt.                                              |
| Amonet  | Vrouwelijke vorm van Amus, god van de lucht                          | Vrouw met een slangenachtig hoofd                                   | Apophis' Koningin; nam Sha're als haar gastheer. Overleden (seizoen 3). |
| Bastet  | Beschermgodin van Neder-Egypte                                       | Krachtige leeuw of kat                                              | Een van de vele Goa'uld die instemde met de terugkeer van Anubis als Systeemheer (seizoen 5); Overleden (seizoen 8). |
| Hathor  | Godin van de Melkweg en vruchtbaarheid, dochter en vrouw van Ra      | Gouden koe                                                          | Hathor heeft een keer de Stargate Command bezocht en betoverde alle mannen door het gebruik van krachtige feromonen. Het lukte haar bijna om de basis onder controle te krijgen voordat ze voor alle aanwezige vrouwen en Teal’c moest vluchten. Overleden.         |
| Heru-ur | God van de hemel Horus                                               | Valk, of zijn Oog                                                   | Zoon van Ra en Hathor. Overleden (Seizoen 4) toen Apophis zijn moederschip vernietigde. |
| Sokar   | God van de scheiding tussen ziel en lichaam                          | Vogel met mensenhoofd / Gemummificeerd, groen, Valk met mensenhoofd | Was eens een machtige Systeemheer maar verbannen door het collectief van Systeemheren. Overleden (seizoen 3) toen Netu werd vernietigd door de Tok'ras. |
| Sobek   | Godheid van de krokodillen                                           | Man met krokodillenhoofd                                            | Overleden, verraden en gedood door Bali en Bastet. Dit is de uitleg van Daniel Jackson (seizoen 5). |
| Seth    | Grieks voor de god van de woestijn                                   | Gazelle of samenstelling tussen een aardvark en een jakhals         | Probeerde Ra omver te werpen. Overleden (seizoen 3) toen hij werd gedood door Samantha Carter. |

### Shinto-mythologie
| Naam      | Ontstaan                                                                                 | Oorspronkelijke verschijning | Aantekeningen |
| --------- | ---------------------------------------------------------------------------------------- | ---------------------------- | --- |
| Amaterasu | Godin van de zon, en de traditionele eerste voorouder van de Japanse koninklijke familie | Vrouw                        | Een van de Systeemheren die tijdens een delegatie een bondgenootschap voorstelt met de bewoners van de Aarde Tegen Ba'al. Haar lot is onbekend (waarschijnlijk gedood door RepliCarter). |

### Griekse mythologie
| Naam   | Ontstaan                                    | Oorspronkelijke verschijning            | Aantekeningen |
| ------ | ------------------------------------------- | --------------------------------------- | --- |
| Cronus | Cronus, Titan vader van Zeus de Oppergod    | Machtige man                            | Teal'c's vader was zijn First Prime. Lid van de delegatie van Systeemheren die naar de Aarde werd gestuurd in verband met het Beschermde Planeten Verdrag. Overleden (seizoen 4). |
| Aries  | Veronderstelde god van de oorlog, Ares      | Altijd gevechtsklaar, Strijdlustige man | Vluchtte voor Anubis en, later, Ba'al toen hij een greep naar de macht deed. De planeet waarop de Tok'ra Harry Maybourne achterlieten was een van zijn voormalige planeten. Zijn Jaffa probeerden de planeet terug te veroveren, echter toen Aries zelf voet aan de grond zette, werd hij gedood door SG-1 die een Puddle Jumper gebruikte om zijn Ha'tak te vernietigen. ("It's Good to Be King", seizoen 8.) |
| Pelops | Zoon van Tantalus en de kleinzoon van Zeus. | ---                                     | Terloops genoemd. Er is een standbeeld van hem in de aflevering Brief Candle. Hij is de Goa'uld die verantwoordelijk is voor het verouderingsproces van O'Neill. |

### Keltische mythologie
| Naam     | Ontstaan                                                         | Oorspronkelijke verschijning | Aantekeningen |
| -------- | ---------------------------------------------------------------- | ---------------------------- | --- |
| Camulus  | God van de oorlog                                                |                              | Camulus vroeg asiel aan bij de SGC, en offerde zichzelf op in een mislukte poging Ba'al te doden (seizoen 8). |
| Mórrígan | Voormalige godin van de dood                                     | Zwarte kraai                 | Bracht de mensen van Hebridan vanaf de Aarde. |
| Grannus  | God van de genezing en de mineralen; ook een zonnegod in Ierland |                              | Grannus was een ondergeschikte van Camulus die werd gedood door zijn Jaffa's nadat zij de oorsprong ontdekten van het ontstaan van de Goa’uld als parasiet. Sommige trouwe mannen hebben een gedenkteken voor hem opgericht en vereren hem nog steeds (seizoen 9). |

### Kanaänitische/Fenicische mythologie
| Naam  | Ontstaan | Oorspronkelijke verschijning | Aantekeningen |
| ----- | --- | ---------------------------- | --- |
| Ba'al | Simpelweg het woord voor een Heer, zoon van de oppergod. Ook iemand die het hoofd is van de goden uit Carthago | Machtige man                 | De dominante Systeemheer in latere seizoenen. Doet zich nu voor als succesvolle zakenman die zich bezighoudt met militaire contracten op Aarde; ironisch genoeg is de tak van handel waarmee hij het meeste handelt, de United States Air Force, de tak die de leiding heeft over de Stargate Command. |
| Moloc | Moloch, een Kanaänitische vuurgod die het offer beval van zijn eerstgeboren kinderen                           |                              | Dominant over Ishta's clan, hij claimde dat hij alle vrouwelijke geborenen zou offeren wanneer zijn manschappen het tij van oorlog voeren niet zouden doen keren. Toen hij werd gedood (seizoen 8), slokte Ba'al zijn territorium op. Waarschijnlijk ontstaan vanuit het Hebreeuws. Overleden.         |

### Hindoe-mythologie
| Naam   | Ontstaan                              | Oorspronkelijke verschijning | Aantekeningen |
| ------ | ------------------------------------- | ---------------------------- | --- |
| Kali   | Schepper en vernietiger               | Zwart, vrouw                 | Een Systeemheer die instemde met de terugkeer van Anubis. Verblijfplaats is onbekend.                                                  |
| Nirrti | Bekend als Nirrith, godin van de dood |                              | De eerste Goa'uld die experimenteerde met DNA, waarbij soms gemuteerden ontstonden met telekinetische krachten. Overleden (seizoen 6). |

### Maya-mythologie
| Naam    | Ontstaan | Oorspronkelijke verschijning | Aantekeningen                                                                               |
| ------- | -------- | ---------------------------- | ------------------------------------------------------------------------------------------- |
| Zipacna | Berggod  | Kwade reus                   | Geslepen Goa'uld die Apophis and Klorel diende en later Anubis. Huidige status is onbekend. |

### Sumerische/Babylonische mythologie
| Naam   | Ontstaan         | Oorspronkelijke verschijning | Aantekeningen |
| ------ | ---------------- | ---------------------------- | --- |
| Marduk | Oppergod         | Zeer machtige man            | Zat gevangen in een Sarcofaag op P2X-338 (seizoen 5). Overleden toen SG-1 een zeer krachtige bom tot ontsteking bracht toen hij net in de buurt was. |
| Ishkur | God van de storm |                              | Voormalige leider van de Sodan |

### Yorùbá-mythologie
| Naam   | Ontstaan | Oorspronkelijke verschijning | Aantekeningen |
| ------ | --- | ---------------------------- | ------------- |
| Olokun | Achterkleinkind van de allereerst bestaande heilige. Geboren uit een verkrachting waaruit nog vijftien anderen volgden |                              | Overleden.    |

### Slavische mythologie
| Naam   | Ontstaan           | Oorspronkelijke verschijning            | Aantekeningen |
| ------ | ------------------ | --------------------------------------- | ------------- |
| Svarog | Geest van het vuur | Ademt vuur en is een gevleugelde draak. | Overleden.    |

### Ontstane niet-heiligen
| Naam | Ontstaan                                | Aantekeningen |
| ---- | --------------------------------------- | --- |
| Yu   | Grondlegger van de Chinese Xia-dynastie | Wordt in de loop van de tijd seniel door overmatig gebruik van de sarcofaag omdat hij niet meer kan regenereren. Zijn First Prime was nu de eigenlijke leider over het rijk van Yu. Neergestoken door Replicator Carter (seizoen 8). Waarschijnlijk overleden. |

## Geen Systeemheer-heiligen
Andere rassen, zoals de Asgards, hebben de primitieve mens weleens geholpen. Zij worden vaak in verband gebracht met Noorse goden.

### Noorse mythologie
| Naam     | Ontstaan                             | Oorspronkelijke verschijning                      | Aantekeningen                                                                                                 |
| -------- | ------------------------------------ | ------------------------------------------------- | --- |
| Thor     | God van de donder                    | Machtige Viking                                   | Opperbevelhebber van de Asgardvloot.                                                                          |
| Heimdall | Beschermer van de Bifrost-brug       | Machtige Viking                                   | Wetenschapper                                                                                                 |
| Loki     | God van het kattenkwaad              | Zwakke, geslepen man; in staat tot perfectioneren | Misdadige geneticus                                                                                           |
| Aegir    | Heer van de zee                      | Reus                                              | Commandant van de Valhalla die de verdediging organiseerde van de nieuwe thuisplaneet van de Asgards, Orilla. |
| Kvasir   | Geen                                 | Machtige Viking                                   | Wetenschapper.                                                                                                |
| Hermiod  | Boodschapper van de goden            | Machtige Viking                                   | Uitvoerder |
| Freyr    | Mannelijke god van de vruchtbaarheid | Onbekend                                          | Lid van de Hoge Raad van de Asgards.                                                                          |

### Romeinse mythologie
Er zijn sterke aanwijzingen dat veel vanuit het Oude Rome – in het Stargate-universum – is beïnvloed door de Ancients, maar helaas ontbreken exacte details. Echter, een of twee Romeinse figuren komen voor in Stargate-afleveringen, namelijk Egeria, koningin van de Tok'ra, die gebaseerd is op de Egeria-mythologie. Zij is de Romeinse vrouw die het leven schenkt aan kinderen. Zij is de vrouw van Numa Pompilius. En Janus, god van de doorgang, openingen, begin en het einde. Het lijkt dat dit is gebaseerd op een Oude wetenschapper die experimenteert met tijdreizen. Wellicht heeft deze te maken met de heilige van tijd. Bovendien is de taal van de Ouden nagenoeg gelijk aan de van het Latijn.

## Hiërarchie
Er is een gesloten systeem van hiërarchie binnen de Systeemheren, en met name onder de Systeemheren (met name voor hun individuele volgelingen). De Systeemheren, hoewel ze hun problemen hebben, willen graag aan de macht blijven en doen er ook alles aan om dit zo te houden. Om een Systeemheer te worden moet je niet alleen Goa'uld zijn met een grote militaire macht, maar moet je ook door de anderen worden geaccepteerd als zodanig. Zo niet, dan ben je gelijk een vijand.
Elke Systeemheer heeft een aanzienlijk leger van Jaffa, welke ook hiërarchisch zijn verdeeld. De hoogste rang die een Jaffa kan verkrijgen is de rang van First Prime. Een First Prime is de eerste in rang na de Systeemheer zelf en voert zelfstandig een onderdeel van het leger van de Systeemheer aan. Deze staat altijd aan zijn zijde en voert de bevelen van de Systeemheer uit.
First Primes staan apart van de andere Jaffa in die zin dat ze een puur gouden onderscheidingsteken op hun voorhoofd hebben. Dit is een uiterst pijnlijk proces. De First Prime staat zo dicht bij de Systeemheer dat deze er vaak als eerste achter komt dat degene die hij dient, geen god is. Op deze manier verraadde Teal'c Apophis. Oshu, Yu's First Prime, begon te twijfelen toen Heer Yu seniel werd. Goden worden immers niet seniel.
Enige belangrijke First Primes:
- First Prime van Anubis - Her'ak
- First Prime van Apophis
  - Bra'tac (Shol'va)
  - Teal'c (Shol'va)
  - Shak'l
- First Prime van Montu - Gerak (Shol'va)
- First Prime van Lord Yu - Oshu

De Systeemheren hebben ook een slaaf die als hoogste mens in de rang staat. Zo een slaaf heet een Lo'tar (Bargoens voor "Jij, mens!"). Lo'tars zijn over het algemeen reservegastheren en zijn altijd in de directe omgeving van de Systeemheer. Het blijkt dat de Lo’tar hun positie graag willen behouden, ondanks het feit dat ze soms realiseren dat hun god geen echte god is.

## Voetnoten
1. ↑  Stargate SG-1 aflevering "De Tok'ra"
2. ↑  Stargate (1994)
3. ↑  Stargate SG-1 aflevering "Chimera"
4. ↑  Stargate SG-1 aflevering "Endgame"
5. ↑  Stargate SG-1 aflevering "Fair Game"
6. ↑  Stargate SG-1-aflevering "Babylon"
7. ↑  Stargate SG-1-aflevering "Revelations"
8. ↑  Stargate SG-1-aflevering "Fragile Balance"
9. ↑  Stargate SG-1-aflevering "De Siege"
10. ↑  Stargate SG-1 aflevering "Summit"